# Claudia Franziska von Nassau-Hadamar
Claudia Franziska von Nassau-Hadamar (* 6. Juni 1660 in Hadamar; † 6. März 1680 in Neustadt an der Waldnaab) war eine deutsche Adlige.

## Familie
Sie war eine Tochter des Fürsten Moritz Heinrich von Nassau-Hadamar aus der jüngeren Linie des Hauses Nassau-Hadamar und seiner ersten Ehefrau Ernestine Charlotte von Nassau-Siegen. Am 18. Juli 1677 wurde sie in Hadamar die Ehefrau von Fürst Ferdinand August von Lobkowitz (* 7. September 1655; † 3. Oktober 1715).

## Leben
Sie verbrachte ihre Jugend in Hadamar, heiratete aber bereits im Alter von gerade siebzehn Jahren ihren Ehemann. In äußerst kurzer Reihenfolge gebar sie in weniger als zwei Jahren insgesamt drei Kinder und verstarb kurz nach der Geburt des dritten Kindes im Alter von noch nicht zwanzig Jahren.

## Nachkommen
- Eleonora (* 29. April 1678; † 11. Mai 1678)
- Leopold Christian (* 18. März 1679; † 28. Februar 1680)
- Philipp Hyazinth von Lobkowitz (* 25. Februar 1680 in Störnstein; † 21. Dezember 1737 in Wien)